# Землетрясение в Баме
Землетрясение в Баме — землетрясение, произошедшее 26 декабря 2003 года, в 05:26 часов по тегеранскому времени (01:56 — по всемирному) в городе Бам, расположенном в провинции (остане) Керман, на юго-востоке Ирана.
По шкале Рихтера магнитуда землетрясения составляла 6,6, а максимальная интенсивность по шкале Меркалли — IX (9) баллов.
Число погибших, по официальным данным, составило 34 тысячи; 200 тысяч человек получили ранения разной степени тяжести.

## Предыстория
До землетрясения население города насчитывалось около 97 тысяч людей. Бам являлся одним из самых популярных среди туристов, а самой известной достопримечательностью Бама считалась глинобитная цитадель, построенная 2000 лет тому назад. Во времена династии Сефевидов город, благодаря своему расположению на Великом шёлковом пути, стал крупным торговым центром Сефевидского государства. 

После вторжения афганцев и провозглашения Мир-Махмуда шахом Ирана в 1722 году значение Бама постепенно снижалось, и на протяжении дальнейшего времени город функционировал как военный лагерь, пока в 1932 году город полностью не опустел.
В 1953 году, когда началось восстановление старого квартала Бама, город вновь открылся для туристов.

## Причины землетрясения
Несмотря на создание Международным институтом сейсмической техники и сейсмологии отдела по предотвращению и готовности к землетрясениям в 1990 году, в Иране отсутствовало образование, направленное на изучение сейсморазведки. В октябре 2003 года профессор геофизики Тегеранского университета Бахрам Акаше назвал игнорирование по отношению к землетрясениям со стороны общественности "ядовитым".
Землетрясение произошло в результате напряжений, вызванных движением Аравийской платформы, которая движется навстречу к Евразийской со скоростью около трёх сантиметров в год. Земная кора деформируется в ответ на движение плит в обширной зоне, охватывающей территорию Ирана и простирающейся на север до Туркменистана.
Будучи важным региональным центром в XVI и XVII веках, в Баме было построено немалое количество зданий, которые не смогли бы выдержать катаклизмы сейсмологического характера. Большинство домов было самодельным, а их владельцы не использовали при строительстве квалифицированную рабочую силу или надлежащие стройматериалы, чтобы предотвратить вышеупомянутую проблему. Последствия землетрясения усугубляло использование самана, которое служило стандартным материалом для строительства. Большинство сооружений Бама не соответствовало сейсмическому кодексу, введённому в 1989 году.

## Землетрясение
Землетрясение произошло в 05:26 минут по иранскому стандартному времени (в 01:56 по всемирному) 26 декабря 2003 года. Эпицентр землетрясения находился в десяти километрах к юго-западу от города. Наибольший ущерб был нанесён в радиусе шестнадцати километров вокруг Бама.

## Последствия
По изначальным данным, в землетрясении погибло около 26 тысяч человек и ещё 30 тысяч получило ранения разной степени тяжести, что сделало его самым масштабным за всю иранскую историю. Как сообщала британская телерадиокомпания BBC, большое количество жертв было раздавлено во сне. Одиннадцать тысяч студентов, а также 1/5 часть преподавателей, проживавших на территории Бама, погибло, что создало трудности для системы местного образования.
90% городской инфраструктуры было повреждено, 70% здания было полностью разрушено; 100 тысяч человек осталось без кровли. Арг-е Бам, одна из часто посещаемых достопримечательностей города, считалась одной из хорошо сохранившихся цитаделей до землетрясения. Большая её часть была разрушена, включая большую квадратную башню.

## Реакция
После землетрясения, США предложили Ирану прямую гуманитарную помощь, а взамен государство пообещало соблюдать соглашение МАГАТЭ, предусматривающее тщательный контроль над ядерным комплексом. 60 государств предложило оказать помощь иранским пострадавшим, а 44 — направило персонал для оказания медицинской помощи раненым.
В Иране была создана новая институциональная база для решения проблем городского планирования и реконструкции Бама в соответствии с новыми, более строгими сейсмическими нормами. В рамках программы по систематическому восстановлению города иранские министры и международные организации подключились в работу с местным населением и инженерами.